# Embaixada da Eslovênia em Brasília
A Embaixada da Eslovênia em Brasília é a principal representação diplomática eslovena no Brasil. Fica em uma casa própria no Lago Sul. O atual embaixador é Gorazd Renčelj, no cargo desde 3 de outubro de 2019.

## História
Brasil e Eslovênia estabeleceram relações diplomáticas em maio de 1992, com o reconhecimento pelo primeiro da independência do segundo em relação a Iugoslávia. Entre 1994 e 2008, a Embaixada do Brasil em Viena cuidou da diplomacia com os eslovenos. A embaixada brasileira em Liubliana foi finalmente aberta em 2008, e a embaixada eslovena em Brasília foi fundada dois anos depois, em 2010.
Em 2022 a embaixada mudou de endereço mais uma vez para uma edificação adquirida em 2021, na mesma rua da antiga embaixada, transformando o prédio antigo na residência oficial. A obra de reforma foi executada pela Avateng Engenharia e ABRA Engenharia, e contou com instalações completamente novas e atualizadas. A abertura oficial da embaixada ocorreu no dia 22 de junho do mesmo ano, data nacional da Eslovênia. 

## Serviços
A embaixada realiza os serviços protocolares das representações estrangeiras, como o auxílio aos eslovenos que moram no Brasil e aos visitantes vindos da Eslovênia e também para os brasileiros que desejam visitar ou se mudar para o país europeu. Cerca de 130 brasileiros vivem na Eslovênia, principalmente na região da capital Luibliana. A embaixada de Brasília conta com um setor consular, e a Eslovênia mantém quatro consulados honorários em São Paulo, no Rio de Janeiro, em Belo Horizonte e no Recife.
Outras ações que passam pela embaixada são as relações diplomáticas com o governo brasileiro nas áreas política, econômica, cultural e científica. Os dois países mantém parcerias de cooperação científica, tecnológica e cultural, com traduções de livros brasileiros para o esloveno. Brasil e Eslovênia tiveram trocas comerciais na casa do 578 milhões de dólares em 2018, e há um especial interesse brasileiro na entrada de mercadorias no Porto de Koper.